# Conseil de la Première Nation Abitibiwinni
Le Conseil de la Première Nation Abitibiwinni ou bande d'Abitibi Dominion est le conseil de bande de la Première Nation des Abitibiwinnik, une bande algonquine au Québec (au Canada). Le siège du conseil est situé sur la réserve de Pikogan où vit la majorité des membres de la bande. Cette dernière partage également la réserve d'Abitibi 70 située sur la rive sud du lac Abitibi en Ontario qui est le siège de la Première Nation de Wahgoshig et où vit la majorité des membres de cette bande. La Première Nation Abitibiwinni fait partie du conseil tribal de la Nation algonquine Anishinabeg. En 1906, les Abitibiwinnik ont ratifié le Traité numéro 9.
La bande québécoise du lac Abitibi était connue sous le nom de bande d'Abitibi Dominion ; celle-ci est maintenant connue sous le nom de bande Abitibiwinni (ou Pikogan) ; la bande ontarienne du lac Abitibi est maintenant connue sous le nom de bande Wahgoshig.

## Démographie
Les membres de la Première Nation Abitibiwinni, appelés « Abitibiwinnik », sont des Algonquins. En octobre 2016, la bande avait une population inscrite totale de 1 054 membres dont 454 vivaient hors réserve. Selon le recensement de 2011 de Statistiques Canada, l'âge médian de la population est de 23,8 ans. En fait, plus de 40 % des membres de la nation ont moins de 18 ans.

## Géographie
La Première Nation Abitibiwinni possède deux réserves. La principale, où vit la majorité de ses membres et où est situé le siège de son conseil de bande, est Pikogan située dans l'Ouest du Québec. Celle-ci est située à 3,6 km au nord du centre-ville d'Amos en Abitibi-Témiscamingue et a une superficie de 276 hectares. En fait, le territoire de Pikogan est enclavé dans celui d'Amos. La seconde réserve est Abitibi 70 située sur la rive sud du lac Abitibi dans l'Est de l'Ontario. Celle-ci couvre 7 770,1 hectares. Elle est principalement habitée par la Première Nation de Wahgoshig. La ville importante située la plus près est Rouyn-Noranda.

## Histoire
Les Abitibiwinnik ont résidé dans la région du lac Abitibi des années 1760 aux années 1950 avant de s'installer à Pikogan. Traditionnellement, les familles abitibiwinni se rencontraient au bord du lac durant la saison estivale avant de retourner dans leurs territoires de chasse familiaux à l'automne. Le 7 juin 1906, ils ont signé le Traité numéro 9 avec le gouvernement du Canada. Cependant, le territoire de la nation chevauchant la frontière entre le Québec et l'Ontario, seuls les Abitibiwinnik du côté ontarien ont ratifié le traité. Ceux du côté québécois, par la suite, ont exigé d'avoir une réserve. Le gouvernement fit alors la promesse de leur réserver un territoire d'un mille carré par famille de cinq, ce qui rassemblait un total de 34 milles carrés.
Elle n'avait pas auparavant de réserve et 100 acres dans le canton de Dalquier, dans le district d'Abitibi, ont été achetées avec des fonds de la bande qui serviront de site résidentiel.
La réserve fut officiellement créée le 10 octobre 1958 avec l'achat, par le gouvernement fédéral, de deux lots dans la région d'Amos. La réserve d'Amos fut officiellement renommée en Pikogan en 1970. Face à la croissance de sa population, le conseil de bande de la Nation Abitibitiwinni a acheté des terres adjacentes à la réserve en 1996. Cependant, la Loi sur les indiens interdit au conseil de bande de posséder des terres et la nation entama ainsi des procédures avec le gouvernement fédéral afin de faire reconnaître ces nouvelles terres comme faisant partie de la réserve. La réserve fut officiellement agrandie en 2008 pour inclure ces terres.

## Langue
La principale langue parlée par les membres de la Première Nation Abitibiwinni est le français suivi par l'anglais et l'algonquin. Cette dernière est la langue traditionnelle des Abitibiwinnik, mais seulement les aînés la parlent toujours. Des programmes sont mis sur pied afin de l'enseigner aux jeunes. Selon le recensement de 2011 de Statistiques Canada, sur une population totale de 550 personnes, 61,8 % de la population connaissent une langue autochtone. 48,2 % ont une langue autochtone encore parlée et comprise en tant que langue maternelle et 44,5 % utilisent une langue autochtone à la maison. En ce qui a trait aux langues officielles, 57,3 % de la population connaissent les deux tandis que 37,3 % connaissent seulement le français et 4,5 % connaissent seulement l'anglais.

## Culture
À chaque année, la Première Nation Abitibiwinni tient un pow-wow, une fête ouverte à tous célébrant la musique, la danse, les regalias, la cuisine et l'artisanat traditionnels. Il sert de rassemblement où les participants peuvent perpétuer leurs traditions et leur culture.

## Gouvernement
Le Conseil de la Première Nation Abitibiwinni est élu selon un système électoral et selon la coutume basé sur la section 11 de la Loi sur les indiens. Il est composé du chef David Kistabish et du vice-chef Bruno Kistabish élus pour le mandat de 2015 à 2019 ainsi que de trois conseillers élus pour le mandat de 2014 à 2017,. Il est affilié au conseil tribal de la Nation algonquine Anishinabeg.

## Personnalités notables

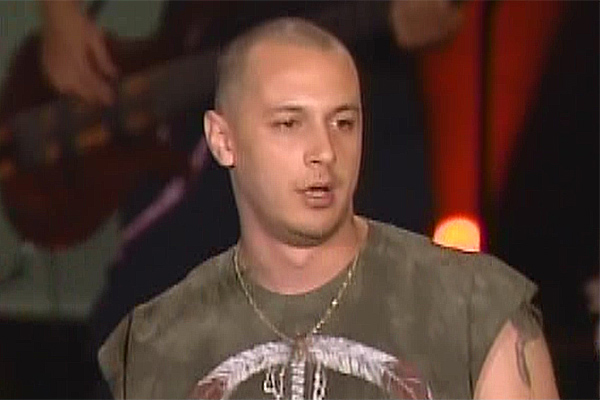
Samian, un rappeur de la Première Nation Abitiwinni

- Samian, un rappeur issu de la Première Nation Abitibiwinni chantant en français et en algonquin
- Roger Wylde, artiste multidisciplinaire
- Richard Kistabish, ancien chef de Pikogan, et ancien grand chef du Conseil Algonquin du Québec, et grand  défenseur de la reconnaissance de l'histoire, de la langue des droits et de la culture des Algonquins.